# Municipio de Sunne
Sunne (en sueco: Sunne kommun) es un municipio de la provincia de Värmland, en el suroeste de Suecia. Su sede se encuentra en la localidad de Sunne. El municipio actual se creó en 1971 cuando la ciudad de mercado (köping) de Sunne (instituida como tal en 1920) se fusionó con Gräsmark y Lysvik.

## Localidades
Hay seis áreas urbanas (tätort) en el municipio:
| # | Tätort          | Población |
| - | --------------- | --------- |
| 1 | Sunne           | 5098      |
| 2 | Rottneros       | 403       |
| 3 | Västra Ämtervik | 381       |
| 4 | Lysvik          | 330       |
| 5 | Sunnemo         | 299       |
| 6 | Uddheden        | 266       |

## Ciudades hermanas
Sunne esta hermanado o tiene tratado de cooperación con:
- Elverum, Noruega
- Siilinjärvi, Finlandia
- Kingsburg, Estados Unidos
- Mustvee, Estonia
- Covasna, Rumania
- Kobryn, Bielorrusia